# Лауф-ан-дер-Пегніц
Лауф-ан-дер-Пегніц (нім. Lauf an der Pegnitz) — місто в Німеччині, розташоване в землі Баварія. Підпорядковується адміністративному округу Середня Франконія. Адміністративний центр району Нюрнбергер-Ланд.
Площа — 59,80 км2. Населення становить 26 434 ос. (станом на 31 грудня 2020).
Місто поділяється на 29 міських районів.

## Культура і пам'ятки

### Театр
Театр знаходитися в районі Денберг, поблизу знаходиться будинок виробництв, який також проводить гастролі національних артистів і співаків. Крім того, там відбуваються концерти класичної, джазової та інших видів музики.

### ЗМІ
- Пегніцовскі газети
- Бюлетень пам'яток міста

## Галерея

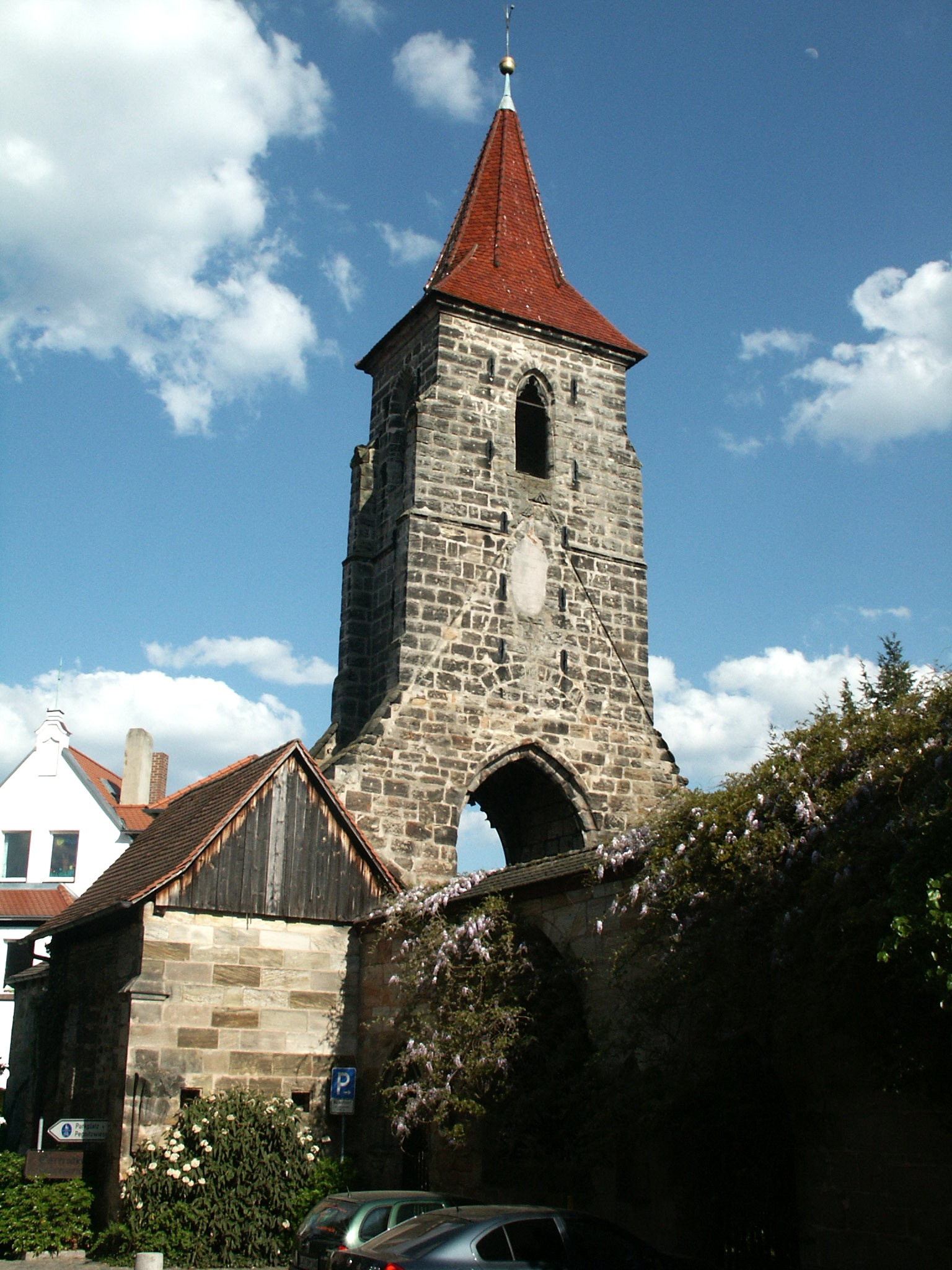
Башта церкви Св. Леонарда
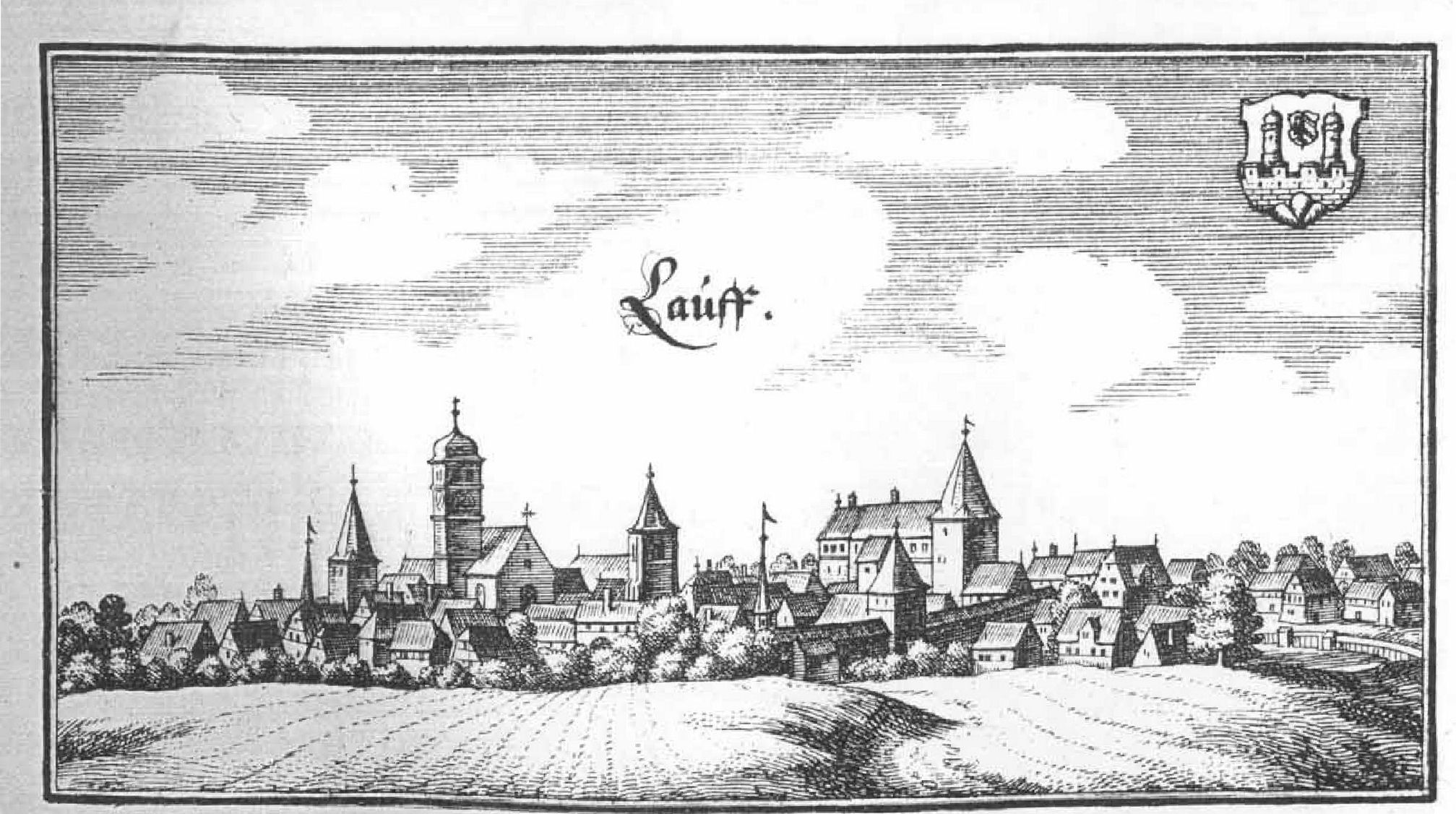
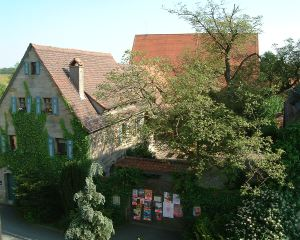
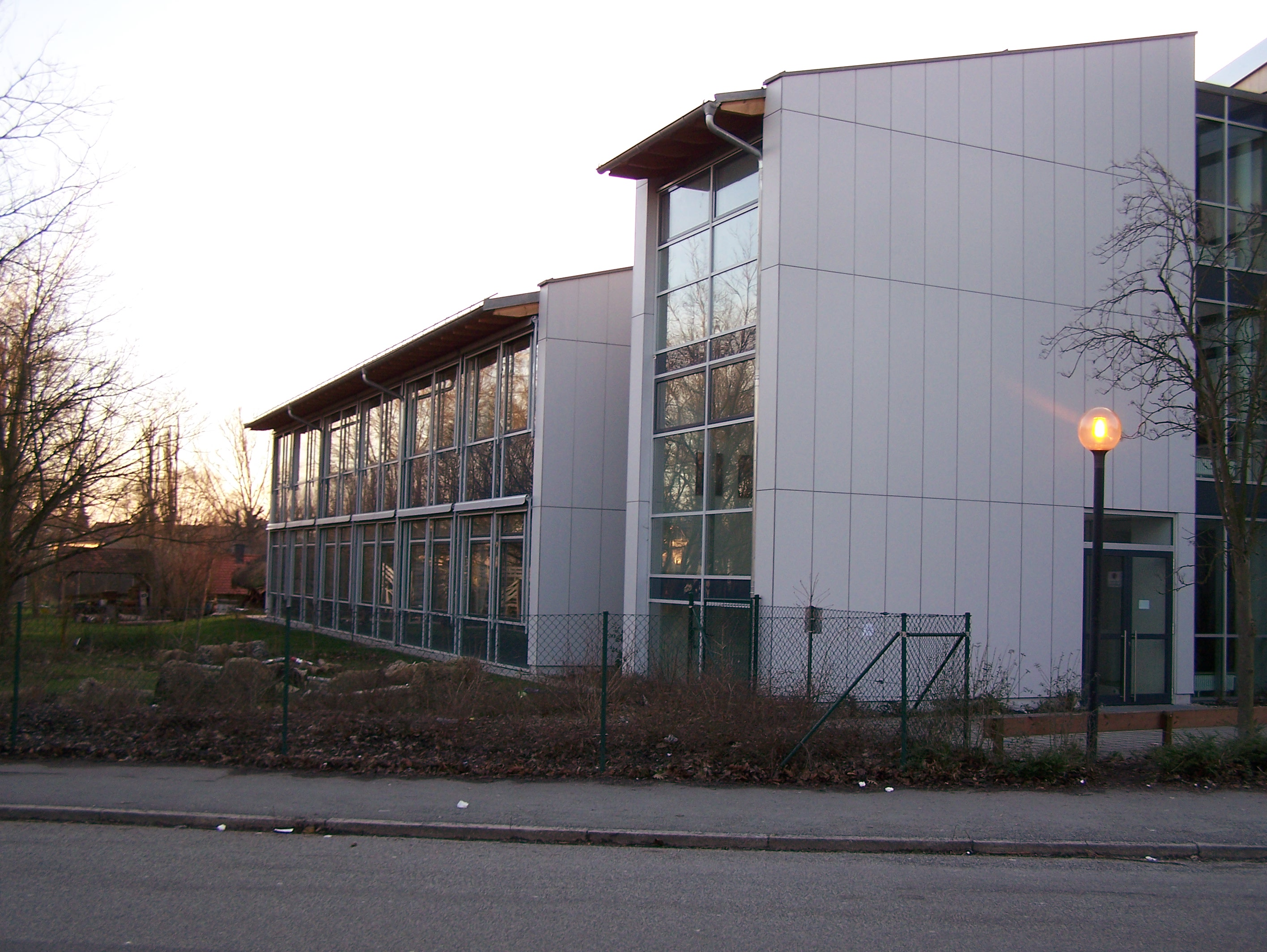
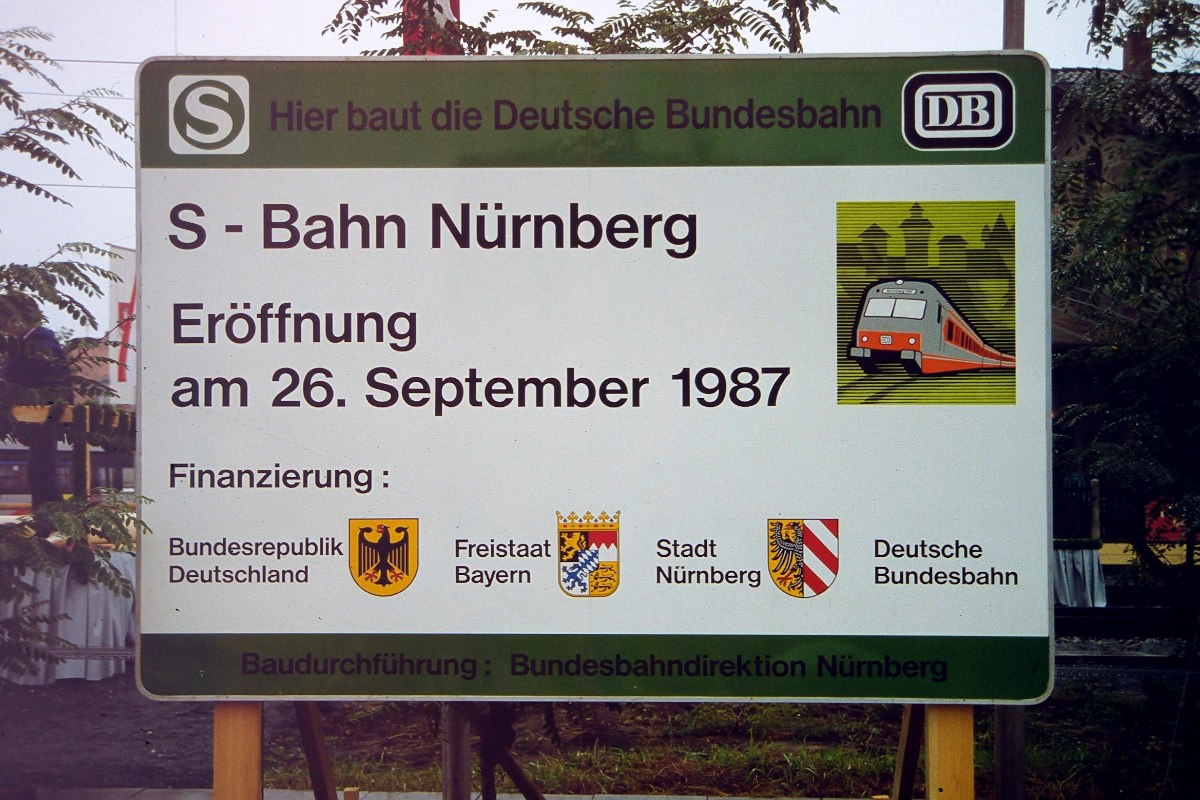